# Slàvgorod
Slàvgorod - Славгород (rus) - és una ciutat del krai de l'Altai, a Rússia.

## Geografia
Slàvgorod es troba a l'estepa de Kulundà, entre els llacs Sekatxi i Bolxoi Iàrovoie, a 344 km a l'oest de Barnaül i a 2.639 km a l'est de Moscou.

## Història
Slàvgorod nasqué el 1910 en el marc de la reinstal·lació dels camperols sobre terres agrícoles fins aleshores poc utilitzades a la part occidental de l'estepa de Kulundà. El 1914 la vila quedà unida a la línia ferroviària, al Transsiberià i unida també a la ciutat de Tatarsk. Durant la Segona Guerra Mundial Slàvgorod cresqué gràcies a la instal·lació de premses de forja evacuades de Sérpukhov (Moscou) i d'instal·lacions químiques evacuades de Krasnoperekopsk (Ucraïna)